# Ilster
Die Ilster ist ein 5,3 Km langes Nebengewässer der Örtze, im niedersächsischen Landkreis Heidekreis.

## Name
Erstmals erwähnt wird der Fluss im Jahr 1360 als ylstere. Vermutlich setzte sich der Name ursprünglich aus dem Grundwort -aha für 'Fließgewässer' und dem germanischen Bestimmungswort *elistr- für 'Weide' zusammen.

## Verlauf
Die Ilster entspringt östlich von Töpingen (ein Ortsteil von Munster) und fließt dann weiter nördlich von „Haus Ilster“, Teil der ehemals selbständigen Gemeinde Ilster, heute ebenfalls ein Ortsteil von Munster. Sie kreuzt die Kreisstraße 49 und wird in einem Stauteich aufgefangen. Kurz danach mündet sie auf dem Truppenübungsplatz Munster-Nord, nördlich von Breloh (Ortsteil von Munster) in die Örtze. Die Ilster erreicht bei ihren fünf Kilometern Länge eine maximale Breite von zwei Metern.

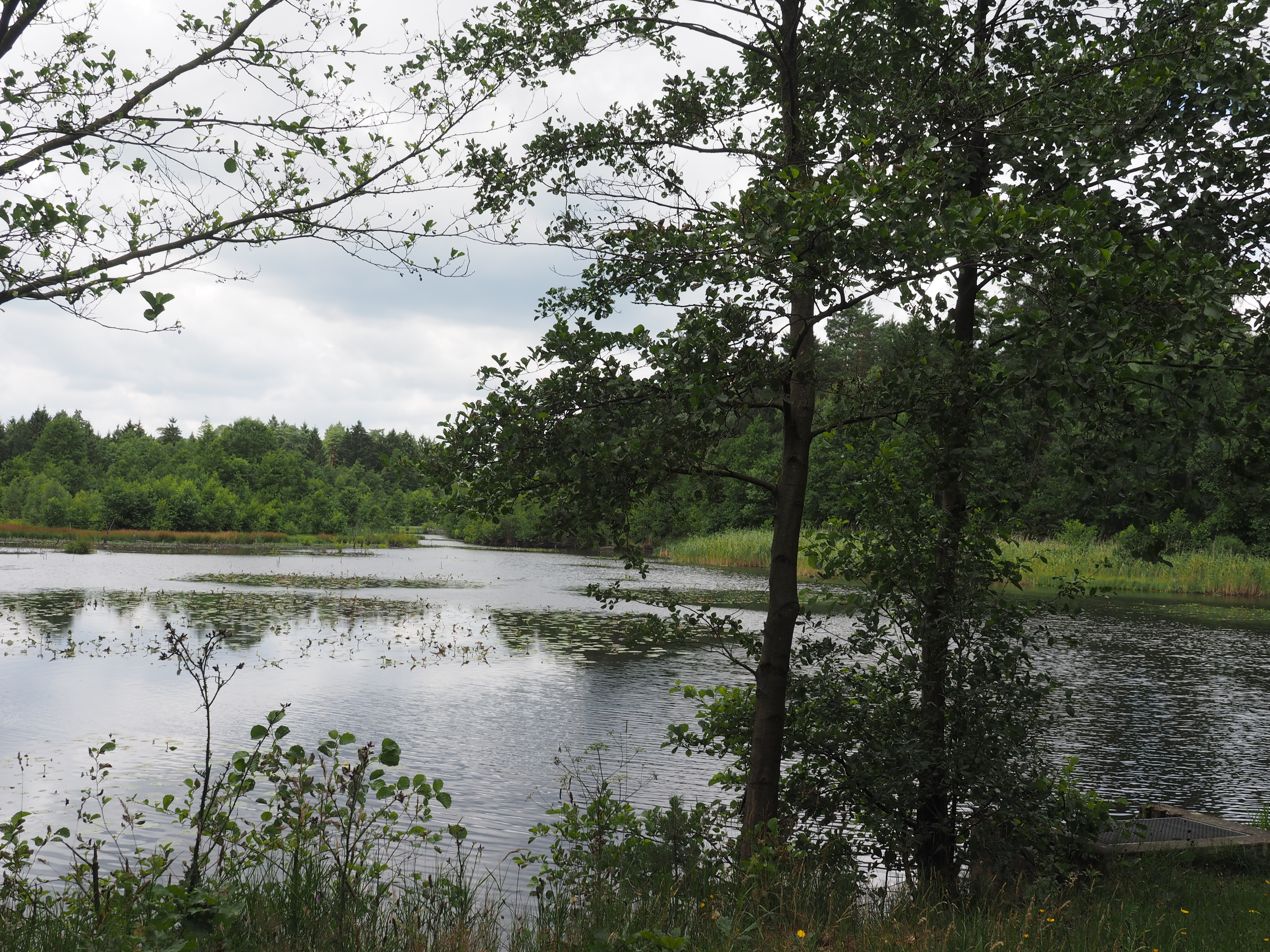
Ilster-Stauteich

## Zustand
Die Ilster ist im gesamten Verlauf mäßig belastet (Güteklasse II).